# Silex
 For alternative betydninger, se Silex (flertydig). (Se også artikler, som begynder med Silex)
Silex /ˈsaɪlɛks/ er en betegnelse, der dækker over forskellige former for formalet sten. I moderne sammenhænge henviser ordet til en fint formalet, næsten ren form for silica eller silikat.
I slutningen af 1500-tallet henviste ordet til pulveriseret eller formalet "flint" (dvs. sten, generelt forstået som klassen af "hårde sten") 
Det blev senere brugt af Antoine Lavoisier i 1787 til at beskrive eksperimenter, hvor sådanne jordarter er nævnt som kilden til hans isolering af grundstoffet silicium. Silex anvendes nu til dags oftest som beskrivelse af fintmalede silikater, der bruges som pigmenter i maling.

## Gammeldags anvendelse af ordet
- Ordet "silex" blev tidligere brugt til at henvise til flint og hornsten, og somme tider til andre hårde sten.
- På latin henviste "silex" oprindeligt til enhver hård sten, men refererer nu oftest specifikt til flint.[2]
- På mange latinske sprog bruges "silex" eller et lignende ord til at henvise til flint. Selv om det moderne ord "silex" har samme etymologi, har dets nuværende betydning ændret sig. De er falske venner.